# Диелл, Никол Александр
Ни́кол Алекса́ндр Ди́елл (англ. Nicol Alexander Dalzell; 1817—1878) — шотландский ботаник.

## Биография
Никол Александр Диелл родился 21 апреля 1817 года в шотландском городе Эдинбург. Учился в Эдинбурге, в 1837 году получил степень магистра искусств в Эдинбургском университете. Затем он стал членом Ботанического общества Эдинбурга. В 1841 году Диелл отправился в Бомбей, где стал работать в таможне. В то же время Диелл издавал публикации по ботанике в Journal of Botany Уильяма Гукера. Затем Далзелл был назначен главой бомбейской службы по охране лесов. В 1861 году Никол Александр Диелл и Александр Гибсон издали книгу The Bombay flora, длительное время являвшуюся единственной обработкой флоры восточной Индии. Более 200 видов растений, описанные в этой книге, ранее не были известны науке. В 1870 году из-за малярии Диелл был вынужден уйти на пенсию и вернуться в Европу. Он скончался в декабре 1877 или в январе 1878 года в Эдинбурге.
Основной гербарий Никола Диелла хранится в Королевских ботанических садах Кью (K).

## Некоторые научные работы
- Dalzell, N.A.; Gibson, A. (1861). The Bombay flora. 332 + iv p., 112 p. suppl.

## Роды растений, названные в честь Н. А. Диелла
- Dalzellia Wight, 1852
- Dalzellia Hassk., 1865, nom. illeg. [syn.  Belosynapsis Hassk., 1871]